# Джеффордс, Джеймс
Джеймс Меррилл Джеффордс (Джим Джеффордс) (англ. James Merrill "Jim" Jeffords; 11 мая 1934, Ратленд — 18 августа 2014, Вашингтон) — американский политик, сенатор США от штата Вермонт (1989—2007).

## Биография
В 1956 году Джеймс Джеффордс окончил Йельский университет, а в 1962 году окончил Гарвардскую юридическую школу.
До 2001 года был членом Республиканской партии, но часто выступал с позиций, не совпадавших с однопартийцами, как по социально-экономическим вопросам, так и по вопросам гражданских свобод. Джеффордс, в 1981 году бывший единственным республиканцем, голосовавшим против плана президента Рейгана по урезанию налогов, наконец покинул свою партию в 2001 году из-за несогласия с политикой Джорджа Буша-младшего, включая снижение последним налогов на богатых. В дальнейшем был независимым депутатом, примыкал к демократам. в 2002 году был в числе 23 сенаторов, голосовавших против применения военной силы в Ираке.
Умер 18 августа 2014 года от болезни Альцгеймера. Заупокойная служба прошла 22 августа в Конгрегационалистской церкви Благодати Христа в Ратленде. Похоронен на кладбище «Нортем» в Шрусбери.